# Francesco Napoli
Francesco Napoli, właśc. Francesco Napolitano (ur. 26 lutego 1958 w Neapolu) – włoski piosenkarz, kompozytor, autor tekstów. Jego najbardziej znane piosenki to: "Balla Balla", "Borneo", "Piano piano", "Marina", "Ciao Italia" i "Viva la vita".

## Życiorys
Pochodzi ze średnio zamożnej, szlacheckiej rodziny. Jego ojciec zaplanował dla niego karierę prawniczą, jednak syn marzył, by zostać muzykiem. Już od najmłodszych lat wykazywał zdolności w grze na gitarze i fortepianie.
Karierę rozpoczął w latach 80. w Niemczech, gdzie szybko stał się popularny dzięki piosenkom wykonywanym w stylu italo disco, śpiewanym w języku włoskim. W 1988 wystąpił na Festiwalu w Sopocie.
W 2001 wydał album pt. Lady Fantasy, który rozszedł się w łącznym nakładzie 12 milionów egzemplarzy w 44 krajach.